# الحويد الأعلى (مناخة)

تعديل مصدري - تعديل

الحويد الأعلى هي إحدى قرى عزلة حصبان بمديرية مناخة التابعة لمحافظة صنعاء، بلغ تعداد سكانها 78 نسمة حسب تعداد اليمن لعام 2004.